# I predoni del West
I predoni del West (Open Range) è un film del 1927 diretto da Clifford Smith, tratto dal racconto La valle dei cavalli selvaggi (in originale Open Range) di Zane Grey, pubblicato nel febbraio 1927 su Country Gentleman.

## Produzione
Il film fu prodotto dalla Paramount Famous Lasky Corporation.

## Distribuzione
Il copyright del film, richiesto dalla Paramount Famous Lasky Corp., fu registrato il 5 novembre 1927 con il numero LP24630.
Distribuito dalla Paramount Pictures e presentato da Jesse L. Lasky e Adolph Zukor, uscì nelle sale statunitensi il 5 novembre 1927; venne distribuito in quelle italiane nell'aprile del 1929.